# آنا دانيلينا
آنا دانيلينا (الروسية: Анна Данилина) مواليد 20 أغسطس 1995 في موسكو، هي لاعبة كرة مضرب كازاخستانية. أعلى تصنيف لها في الفردي كان 334. أعلى تصنيف لها في الزوجي كان 211.

## النهائيات

### الفردي (1–1)
| الحصيلة | الرقم | التاريخ        | الدورة            | الأرضية | المنافس         | النتيجة            |
| ------- | ----- | -------------- | ----------------- | ------- | --------------- | ------------------ |
| الفوز   | 1.    | 30 أبريل 2012  | فيسبادن، ألمانيا  | ترابية  | لورا سيجموند    | 7–6(7–2), 7–6(7–4) |
| الوصافة | 1.    | 17 سبتمبر 2012 | شيمكنت، كازاخستان | صلبة    | كاترينا كوزلوفا | 3–6, 6–4, 4–6      |

## روابط خارجية
- آنا دانيلينا على موقع رابطة محترفات التنس (الإنجليزية)
- آنا دانيلينا على موقع الاتحاد الدولي لكرة المضرب (الإنجليزية)
- آنا دانيلينا على موقع كأس بيلي جين كينغ (الإنجليزية)
- آنا دانيلينا على موقع بطولة ويمبلدون (الإنجليزية)
- آنا دانيلينا على موقع خلاصة التنس.كوم (الإنجليزية)
- آنا دانيلينا على موقع إي إس بي إن.كوم (الإنجليزية)